# Polydesma brevipalpis
Polydesma brevipalpis är en fjärilsart som beskrevs av Walker 1857. Polydesma brevipalpis ingår i släktet Polydesma och familjen nattflyn. Inga underarter finns listade i Catalogue of Life.